# 千葉市立高浜第三小学校
千葉市立高浜第三小学校（ちばしりつ たかはまだいさんしょうがっこう）は、千葉県千葉市美浜区にあった公立小学校。2012年（平成24年）3月に、千葉市立高浜第二小学校と当校を統合して千葉市立高浜海浜小学校を新設することとなり閉校した。新設された千葉市立高浜海浜小学校の校舎は当校の元校舎を改修して使用している。

## 行事
- 4月入学式
- 3月卒業式

## 所在地
〒261-0003 千葉市美浜区高浜四丁目8番2号

## 近隣の学校
- 千葉市立高浜第一小学校
- 千葉市立高浜中学校
- 千葉市立磯辺中学校
- 千葉市立高洲第一中学校
- 千葉市立稲毛高等学校